# 拉库尔达尔瑟奈
拉库尔达尔瑟奈（法語：Lacour-d'Arcenay，法語發音：[lakuʁ daʁsənɛ]）是法国科多尔省的一个市镇，属于蒙巴尔区。

## 地理
拉库尔达尔瑟奈（47°21'46"N, 4°15'8"E）面积20.24 平方千米，位于法国勃艮第-弗朗什-孔泰大區科多尔省，该省份为法国中东部省份，北起奥布省，西接涅夫勒省和约讷省，南至索恩-卢瓦尔省，东南接汝拉省，东临上索恩省，东北部与上马恩省接壤。
与拉库尔达尔瑟奈接壤的市镇（或旧市镇、城区）包括：莫尔旺地区栋皮埃尔、拉罗什昂布勒尼勒、艾西苏蒂勒、瑞耶奈、莫尔费、欧苏瓦地区蒙莱。

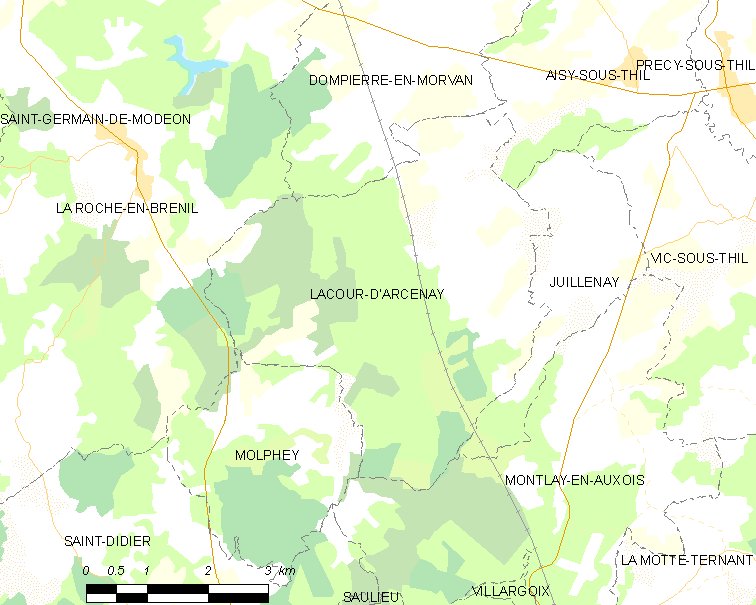
拉库尔达尔瑟奈的OSM定位图

拉库尔达尔瑟奈的时区为UTC+01:00、UTC+02:00（夏令时）。

## 行政
拉库尔达尔瑟奈的邮政编码为21210，INSEE市镇编码为21335。

## 政治
拉库尔达尔瑟奈所属的省级选区为欧苏瓦地区瑟米尔县。

## 人口

1962-2008年间拉库尔达尔瑟奈人口变化图示

拉库尔达尔瑟奈于2022年1月1日时的人口数量为108人。